# كمال محجوب

كمال محجوب من مواليد عام 1920 كان عاشق رياضه رفع الإثقال. بدأ حياته الرياضية بممارسة رياضه رفع الإثقال في إحدى الانديه الصغيرة في (حي الزيتون).
التحق بجمعيه الشبان المسلمين حيث بدأ يتولاه المدرب موسى احمد (أحد الابطال القدامى) ومن حسن حظ كمال محجوب ان الاتحاد الدولى لرفع الاثقال كان قد ادخل وزن الديك ضمن بطولاته عام 1947 ولما كان البطل وزنه لا يزيد عن 55 كيلو فبذلك اتيحت له الفرصة لللاشتراك في بطوله العالم عام 1949 بلاهاى وزن الديك وفاز بالمركز الثانى وكان حظ الفريق المصرى كبيرا حيث فاز الفريق بالمركز الأول بين جميع الفرق المشتركة واستمر كمال محجوب في الميدان بطلا لوزن الديك حتى عام 1957.

## مدرب
ثم تفرغ بعد ذلك لعملية التدريب وانشأ نادي رياضى بالزيتون وكان يطلق عليه نادى المعهد الرياضي بالزيتون.
اوفدته وزاره الشباب منحه تدريبيه إلى الاتحاد السوفيتى بموسكو عام 1964 ولزم فيها مشاهير المدربين العالمين وتعلم منهم وعلمهم الكثير ومنهم خبراء روس و مجريين وبلغار و حصل على شهاده في التدريب بدرجه ممتاز.
- عين مدربا بالمنتخب الوطنى لرفع الاثقال من 1967 إلى 1968.
- عمل لفتره طويله مدربا بالفريق المصرى وعضواً باللجنة الفنية العليا بالاتحاد.
- عام 1975 إلى 1979 تعاقد للعمل مدربا للفريق الليبى لرفع الاثقال.
- أشرف على العديد من المشروعات القومية منها مشروع المجلس الأعلى لإعداد النشء ومشروع أنديه ألتحمل (العملاق).

## مؤلفاته
ألفَ العديد من كُتب رفع الاثقال وأهمها (تدريب رفع الأاثقال و المهارات الحركيه).

## البطولات الرياضية التي شارك أو فاز بها
1- بطوله العالم بهولندا عام 1949 وفاز بالمركز الثانى.
2-بطوله العالم بباريس عام 1950 وفاز بالمركز الثالث.
3-بطوله العالم في إيطاليا عام 1951 وفاز بالمركز الثالث.
4-دوره البحر المتوسط 1951 وفاز بالمركز الأول.
5-الدورة الاولمبيه بهلسنكى 1952 بفنلندا و فازبالمركز الخامس .
6- بطوله العالم بالسويد 1953 وفاز بالمركز الثاني.
7-الدورة الرياضية العربية الاولى الإسكندرية 1953 وفاز بالمركز الأول.
8- بطوله العالم بفينا 1954 وفاز بالمركز الرابع.
9- بطوله العالم بميونخ عام 1955 وفاز بالمركز الثالث .
10- دوره البحر المتوسط بإسبانيا 1955 وفاز بالمركز الأول.

## وفاته
توفى يوم الجمعة الموافق 2007/2/9 في منزله.

## روابط خارجية
- كمال محجوب على موقع أوليمبيديا (الإنجليزية)